# Casa da Responsabilidade

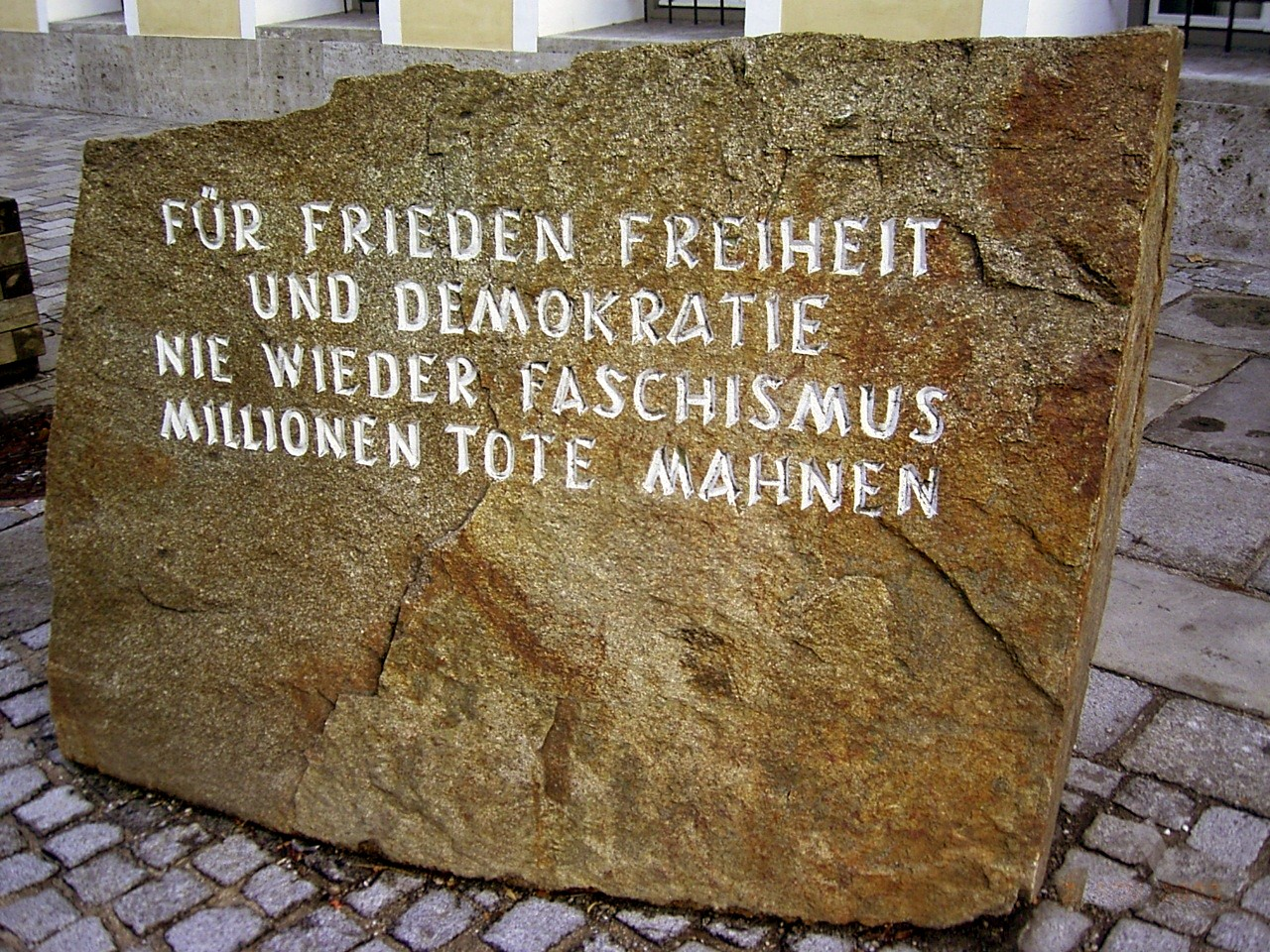
Placa em frente da casa de nascimento de Adolf Hitler: Para a paz, a liberdade e a democracia. Nunca mais fascismo. Milhões de mortos lembram.

O projeto Casa da Responsabilidade (House of Responsibility) surgiu na Áustria, quando o periodista Reinhold Klika, do jornal "Braunauer Rundschau", começou arecolher assinaturas na cidade de Braunau, local de nascimento de Adolf Hitler, para se manifestar contra a participação do partido FPÖ no governo. A ideia de estabelecer uma Casa da Responsabilidade na casa de nascimento de Adolf Hitler provem do cientista político Andreas Maislinger. O jornal Braunauer Rundschau apresentou o conceito em 2000: Voluntários da União Europeia, prestadores e ex-prestadores do serviço civil austríaco no estrangeiro, vão viver juntos nesta casa para trocar ideias. O rés-do-chão é dedicado ao passado nazista. O primeiro andar é dedicado ao presente, oferecendo ajuda concreta pelo serviço civil austríaco no estrangeiro ou por projetos em favor de direitos humanos. O terceiro andar oferece espaço para elaborar ideias para um futuro mais pacífico.
No anos seguintes e até hoje, o projeto ainda não foi concretizado, embora mesmo o presidente da Câmara, Gerhard Skiba, se tenha declarado a favor da Casa da Responsabilidade. Em 2012 também surgiu a ideia de transformar a casa numa casa de apartamentos, o que causou uma grande discussão sobre a responsabilidade histórica da cidade de Braunau.
A "Casa da Responsabilidade" tem o seu fundamento filosófico no livro "O Principio da Responsabilidade" de Hans Jonas.

## Realização
O projeto não podia ser realizado nos anos seguintes mas a ideia de tomar responsibilidade ficou. Em 2005 o proprietário duma casa perto da na qual Hitler nasceu ofereceu a sua casa pelo projeto. Em 2002 membros do Austrian Holocaust Memorial Service (AHMS) comemorou os Justos entre as Nações em frente à casa natal de Hitler. Em Outubro de 2009 o prefeito Gerhard Skiba argumentou pela primeira vez em apoio da "Casa da Paz" ou "Casa da Responsibilidade" na casa natal de Hitler no jornal austríaco "Kurier".
Em Septembro de 2012 Johannes Waidbacher, o prefeito eleito em 2011 como seguidor de Gerhard Skiba, do conservador Partido do Povo Austríaco (ÖVP) numa entrevista com o jornal diário "Der Standard" defendeu a ideia do estabelecimento de apartamentos na casa natal de Adolf Hitler. O delegado social-democrata Harry Buchmayr, que provem de Braunau am Inn, contestou isso e apoiou o projeto Casa da Responsibilidade de Andreas Maislinger nos media.